# Maciej Nowak (siatkarz)
Maciej Nowak (ur. 30 lipca 1969 w Warszawie) – polski siatkarz, grający na pozycji przyjmującego, wielokrotny reprezentant polski juniorów i seniorów, trener piłki siatkowej i samorządowiec, radny Rady Miasta Siedlce w VI i VII kadencji, od 2015 Przewodniczący Komisji Sportu i Rekreacji Rady Miasta Siedlce.

## Życiorys

### Kariera sportowa
Nowak karierę sportową rozpoczął w podwarszawskim Rembertowie. Następnie reprezentował barwy warszawskiego klubu MKS MDK Warszawa, z którym to wielokrotnie zdobywał medale SZS oraz Mistrzostw Polski juniorów. Karierę seniorską kontynuował w klubie ZKS Stilon Gorzów Wielkopolski.
Od 1998 trenował drużyny na poziomie pierwszej i drugiej ligi: Elektryczność Warszawa, MMKS Mińsk Mazowiecki, Orkan Sochaczew, Legia Warszawa, Stolarka Wołomin, UKS Ósemka Siedlce, KPS Siedlce. Wielokrotny finalista w plebiscycie Tygodnika Siedleckiego, w kategorii najlepszy i najpopularniejszy trener. Karierę zawodniczą zakończył w 1996.

## Działalność społeczna i polityczna
- 1989–1993: Ukończył z wyróżnieniem studia na Akademii Wychowania Fizycznego w Gorzowie Wielkopolskim, otrzymując srebrny medal im. Bronisława Szwarca,
- 1998–1999: Ukończył studia na wydziale Geodezji i Kartografii na Politechnice Warszawskiej, kierunek: wycena nieruchomości,
- 2001–2004: Członek Komisji Rewizyjnej Warszawskiego Okręgowego Związku Piłki Siatkowej,
- 2010–2014: Radny VI kadencji Rady Miasta Siedlce, Przewodniczący Komisji Sportu i Rekreacji Rady Miasta Siedlce[5],
- od 2014: Radny VII kadencji Rady Miasta Siedlce, Przewodniczący Komisji Sportu i Rekreacji Rady Miasta Siedlce[6], Wiceprzewodniczący Komisji Oświaty Rady Miasta Siedlce.

## Nagrody i wyróżnienia
- Wielokrotny finalista plebiscytów ZKS Stilon Gorzów Wlkp. Finalista plebiscytu Przeglądu Sportowego na najlepszego siatkarza polski w sezonie 1991/1992,
- z reprezentacją Polski juniorów wystąpił na mistrzostwach Europy w 1988 (4. miejsce) i mistrzostwach świata w 1989 (7. miejsce),
- otrzymał nominację na członka kadry Olimpijskiej Barcelona `92. Łącznie w biało-czerwonych barwach rozegrał 7 oficjalnych meczów[7],
- odznaczenie w 2018 r. Brązowym Krzyżem Zasługi za działalność na rzecz społeczności lokalnej[8].